# カンティンフラス (2014年の映画)
『カンティンフラス』（原題：スペイン語 Cantinflas ）は2014年のメキシコの伝記映画。監督はセバスティアン・デル・アモ。メキシコの俳優でコメディアンのカンティンフラスの生涯を基に描いた作品。スペイン人俳優オスカル・ハエナダがカンティンフラスを演じ、マイケル・インペリオリ、イルセ・サラス、バルバラ・モリ、アナ・ライェブスカ、アダル・ラモネスらが出演している。
メキシコでは2014年9月18日から公開された。アメリカでは2014年8月29日から公開された。
本作品は、第87回アカデミー賞外国語映画賞のメキシコ代表作品に選ばれた。

## ストーリー
アメリカの映画プロデューサーマイク・トッドは新たな発想で旧弊なハリウッド業界に風穴を開けたい
と考えていた。
カンティンフラスことマリオ・モレノはメキシコで大成功しているコメディアンだが、国内やスペイン語圏だけでなく、国際的な成功を収めたいと思っていた。
そんな2人が偶然にもタッグを組み映画『八十日間世界一周』を創ることになるが、それは、想像もしなかったほどの大成功を収め、世界映画史の試金石となったのである。メキシコの最も偉大で最も愛され続けるコメディ映画スターの大スターになるまでの秘話が今、銀幕上で描かれる。

## キャスト
| 出演者                         | 役名                       | 日本語吹替え |
| ------------------------------ | -------------------------- | ------------ |
| オスカル・ハエナダ             | カンティンフラス           |              |
| マイケル・インペリオリ         | マイク・トッド             |              |
| イルセ・サラス                 | バレンティナ・イワノワ     |              |
| バルバラ・モリ                 | エリザベス・テイラー       |              |
| アナ・ライェブスカ             | ミロスラバ・ステルン       |              |
| アダル・ラモネス               | マンテキーラ               |              |
| ルイス・アリエッタ             | ビリー                     |              |
| ホアキン・コスィオ             | インディオ・フェルナンデス |              |
| カサンドラ・スィアンヘロッティ | エステラ・パゴラ           |              |
| エドゥアルド・エスパーニャ     | アレハンドロ・ガリンド     |              |
| ヒメナ・ゴンザレス-ルビオ      | マリア・フェリクス         |              |
| ルイス・ゲラルド・メンデス     | エスタニスラオ・シリンスキ |              |
| フロール・パィヤン             | ルピータ・トバル           |              |
| ホセ・セファミ                 | ディエゴ・リベラ           |              |
| オト・スィルゴ                 | アンドレス・ソレル         |              |
| ジョバンナ・サカリアス         | グロリア・マリン           |              |